# Liberman (album)
Liberman è il quinto album in studio della cantautrice statunitense Vanessa Carlton, pubblicato il 23 ottobre 2015.

## Accoglienza
| Recensione    | Giudizio |
| ------------- | -------- |
| AllMusic      |          |
| Paste         | 7,9/10   |
| Pitchfork     | 7,8/10   |
| PopMatters    | 8/10     |
| Rolling Stone |          |

Liberman ha ottenuto recensioni positive da parte dei critici musicali. Su Metacritic, sito che assegna un punteggio normalizzato su 100 in base a critiche selezionate, l'album ha ottenuto un punteggio medio di 77 basato su sette recensioni.

## Tracce
1. Take It Easy – 5:32 (Vanessa Carlton, Stephen John Osborne)
2. Willows – 2:53 (Vanessa Carlton, Stephen Osborne)
3. House of Seven Swords – 3:43 (Vanessa Carlton, Stephen Osborne)
4. Operator – 3:16 (Vanessa Carlton, John J. McCauley III)
5. Blue Pool – 3:16 (Vanessa Carlton)
6. Nothing Where Something Used to Be – 4:01 (Vanessa Carlton, Stephen Osborne)
7. Matter of Time – 3:16 (Vanessa Carlton)
8. Unlock the Lock – 3:11 (Vanessa Carlton)
9. River – 3:33 (Vanessa Carlton)
10. Ascension – 2:37 (Vanessa Carlton, John J. McCauley III)

## Classifiche
| Classifica (2015)                | Posizione massima |
| -------------------------------- | ----------------- |
| Stati Uniti (Independent Albums) | 32                |